# والمونت (فیلم)
والمونت (به انگلیسی: Valmont) فیلمی محصول سال ۱۹۸۹ و به کارگردانی میلوش فورمن است. در این فیلم بازیگرانی همچون کالین فرث، آنت بنینگ، مگ تیلی، فیروزه بالک، سیان فیلیپس، جفری جونز، هنری توماس، تی. پی. مک‌کنا، ایان مک‌نیس، رونالد لیسی، ساندرین دوما، وینسنت شیاولی ایفای نقش کرده‌اند.